# Kaspar Klock
 (octobre 2018).
Pour les articles homonymes, voir Klock.
Kaspar Klock (né le 28 février 1583 à Soest, mort le 15 janvier 1655 à Brunswick) est un juriste et homme d'État allemand.

## Biographie
Il étudie le droit à Marbourg et Cologne et obtient le titre de docteur à Bâle. De 1608 à 1615 et de 1638 à 1649, il est chancelier à Stolberg, en 1616 syndic à Brunswick, en 1626 chancelier de la Principauté épiscopale de Minden et en 1649 conseiller à Brunswick. Il est considéré comme le fondateur d'une fiscalité absolutiste.
Son œuvre, Tractatus juridico-politico-polemico-historicus, est mise à l’Index librorum prohibitorum par la Congrégation pour la doctrine de la foi en 1677.